# Metaphidippus dubitabilis
Metaphidippus dubitabilis là một loài nhện trong họ Salticidae.
Loài này thuộc chi Metaphidippus. Metaphidippus dubitabilis được Elizabeth Maria Gifford Peckham & George William Peckham miêu tả năm 1896.